# طبسین پائین
طبسین پائین روستایی در دهستان بندان بخش مرکزی شهرستان نهبندان استان خراسان جنوبی ایران است. بر پایه سرشماری عمومی نفوس و مسکن در سال ۱۳۹۰ جمعیت این روستا ۸۲۷ نفر (در ۱۹۱ خانوار) بوده است.